# Conflitto tra India e Pakistan del 2025
Il conflitto tra India e Pakistan del 2025 è stato un breve conflitto armato tra India e Pakistan, iniziato il 7 maggio 2025 dopo che l'India ha lanciato attacchi missilistici sul Pakistan durante l'operazione denominata Operazione Sindoor. Il governo indiano ha affermato che l'operazione era una risposta all'attentato di Pahalgam del 22 aprile eseguito da parte di militanti nell'area amministrata dall'India della regione contesa del Kashmir uccidendo 26 civili, soprattutto turisti indù. L'attacco ha intensificato le tensioni tra India e Pakistan, poiché l'India ha accusato il Pakistan di sostenere il terrorismo transfrontaliero, accusa negata dal Pakistan.
Secondo l'India, gli attacchi missilistici dell'operazione Sindoor hanno preso di mira i campi e le infrastrutture dei gruppi militanti islamisti Jaish-e-Mohammed e Lashkar-e-Taiba e non sono state prese di mira strutture militari pakistane. Secondo il Pakistan, gli attacchi indiani hanno preso di mira aree civili, tra cui le moschee. In seguito a questi attacchi si sono verificati scontri di confine e attacchi con droni tra i due Paesi. Il 10 maggio, il Pakistan ha lanciato un'operazione di ritorsione denominata Operazione Bunyan-un-Marsoos, che, a suo dire, aveva come obiettivo diverse basi militari indiane. L'esercito indiano ha affermato che gli attacchi di rappresaglia del Pakistan hanno preso di mira aree civili, compresi i siti religiosi indù e sikh. Per rappresaglia, l’India ha continuato l'operazione Sindoor, ampliandone la portata per attaccare le installazioni militari pakistane. Questo conflitto ha segnato la prima battaglia con droni tra le due nazioni dotate di armi nucleari.
Dopo tre giorni di conflitto, sia l'India che il Pakistan hanno annunciato che era stato concordato un cessate il fuoco dopo una comunicazione telefonica tra i loro due direttori generali delle operazioni militari, in vigore dalle 11:30 UTC del 10 maggio, con colloqui fissati per il 12 maggio. Dopo la scadenza, entrambi i Paesi si sono accusati a vicenda di aver violato l'accordo di cessate il fuoco.

## Contesto
Il conflitto del Kashmir, in corso dal 1947, ha alimentato molteplici guerre e schermaglie tra India e Pakistan per la regione contesa.
Il 22 aprile 2025, un attacco terroristico da parte di militanti nei pressi di Pahalgam, nel Kashmir amministrato dall'India, ha causato la morte di 26 civili, per lo più turisti indù. Il Fronte di Resistenza, una propaggine dell'organizzazione militante Lashkar-e-Taiba, sostenuta dal Pakistan, ha inizialmente rivendicato la responsabilità dell'attacco, che ha poi ritrattato. In seguito, l'India ha annunciato una serie di misure di ritorsione contro il Pakistan, tra cui la sospensione del Trattato delle acque dell'Indo, provocando misure di risposta e portando a una crisi diplomatica e a schermaglie di confine. Il 30 aprile, il Pakistan ha affermato che un attacco militare da parte dell'India era imminente.

### Tensioni immediatamente antecedenti al conflitto
L'esercito indiano, le forze paramilitari e la polizia del Jammu e Kashmir, in seguito all'attentato di Pahalgam, hanno avviato un'operazione congiunta di cordone e ricerca. A Pahalgam è stato imposto un lockdown temporaneo e sono stati impiegati elicotteri dell'esercito indiano per rintracciare i militanti, che secondo quanto riferito sarebbero fuggiti nella parte alta della catena del Pir Panjal.
Il 25 aprile i soldati hanno demolito le residenze familiari di due persone sospettate di essere coinvolte nell'attacco di Pahalgam, mentre un soldato indiano è stato ucciso e altri due feriti durante uno scontro a fuoco con gli insorti nella regione di Basantgarh, a Udhampur. Anche un comandante di Lashkar-e-Taiba sarebbe stato ucciso negli scontri.

## Cronologia

### 7 maggio
Il 7 maggio 2025, le forze armate indiane hanno lanciato una serie di 14 attacchi, denominati in codice Operazione Sindoor, che hanno preso di mira nove località nel Kashmir amministrato dal Pakistan e della provincia pakistana del Punjab. L'attacco è stato presumibilmente condotto dagli aerei Rafale dell'aeronautica indiana utilizzando missili SCALP e bombe guidate AASM per una durata di 23 minuti. Secondo quanto riferito, nell'operazione sarebbero stati utilizzati anche missili da crociera BrahMos e munizioni circuitanti SkyStriker dell'esercito indiano. Un generale pakistano ha affermato che gli attacchi sarebbero stati condotti senza che gli aerei indiani entrassero nello spazio aereo pakistano. Ciò è stato affermato anche in un rapporto pubblicato dal Press Information Bureau indiano.
Il governo indiano ha descritto gli attacchi come “mirati, misurati e non provocatori”. Ha affermato che i missili avrebbero preso di mira le infrastrutture dei gruppi terroristici Jaish-e-Mohammad e Lashkar-e-Taiba e che non sarebbero state prese di mira strutture militari pakistane. Gli attacchi missilistici hanno preso di mira campi in nove località, tra cui Bahawalpur e Muridke, presunte basi delle organizzazioni terroristiche Jaish-e-Mohammad e Lashkar-e-Taiba, rispettivamente.
In risposta agli attacchi, il Primo Ministro pakistano Shehbaz Sharif ha convocato una riunione del Consiglio di Sicurezza Nazionale per coordinare gli attacchi di rappresaglia. Il Consiglio di sicurezza nazionale ha dichiarato che il Pakistan "si riserva il diritto di rispondere, per autodifesa, in tempi, luoghi e modi di sua scelta". Secondo The Guardian, Sharif avrebbe dato all'esercito pakistano, guidato da Asim Munir, il diritto di rispondere in qualsiasi modo necessario. Secondo l'India, i bombardamenti dell'artiglieria pakistana e il tiro con armi leggere sarebbero aumentati in seguito agli attacchi indiani, anche nelle regioni di Kupwara, Baramulla, Uri e Akhnoor, situate nel Kashmir amministrato dall'India.
Il Pakistan ha dichiarato di aver abbattuto tre Rafale, un MiG-29, un Su-30MKI e un veicolo aereo senza pilota. Un funzionario dell'intelligence francese ha dichiarato alla CNN che un Rafale indiano sarebbe stato abbattuto dal Pakistan, anche se l'esercito francese non ha commentato. La Reuters ha riferito che fonti governative indiane senza nome hanno affermato che tre caccia sarebbero precipitati in India per cause sconosciute. L'8 maggio, un funzionario statunitense anonimo ha dichiarato alla Reuters di aver valutato con "elevata fiducia" che gli aerei pakistani J-10 avrebbero abbattuto almeno due caccia indiani; un secondo funzionario ha valutato che uno dei jet abbattuti sarebbe stato un Dassault Rafale. Il Washington Post ha successivamente dichiarato di aver identificato 3 siti di schianto in India a partire dal 7 maggio, identificando due di essi come relativi a un Dassault Rafale indiano e a un Dassault Mirage 2000. Il 9 maggio, fonti governative locali del Kashmir indiano hanno dichiarato alla Reuters che 3 caccia si sarebbero schiantati in India il 7 maggio e che 3 piloti sarebbero stati ricoverati in ospedale. L'11 maggio, rispondendo a una domanda su se la forza aerea avesse subito perdite, l'aeronautica indiana ha affermato che "le perdite fanno parte del combattimento", ma ha rifiutato di fornire ulteriori informazioni su di esse.

### 8 maggio
L'8 maggio, l'India ha dichiarato che il Pakistan avrebbe lanciato attacchi con droni e missili su diverse città indiane, tra cui Amritsar, e che l'India avrebbe negato questi attacchi con il sistema missilistico S-400, denominato Sudarshan Chakra, e questo sarebbe il primo utilizzo in combattimento del sistema missilistico da parte dell'India. Il governo indiano ha affermato di essere stato "costretto a rispondere per fermare il fuoco di mortai e artiglieria del Pakistan". Il ministro degli esteri pakistano ha negato queste affermazioni, sostenendo che l'esercito indiano avrebbe intenzionalmente effettuato un attacco alla città indiana di Amritsar, attribuendolo al Pakistan per alimentare il sentimento anti-pakistano tra i Sikh, un'affermazione che il ministro degli esteri indiano ha respinto come una "fantasia squilibrata". Il Pakistan ha anche negato di aver lanciato un attacco con droni e missili contro l'India.
Le Forze armate indiane hanno dichiarato che in risposta all'attacco pakistano avrebbero effettuato operazioni di SEAD/DEAD, neutralizzando i sistemi di difesa aerea pakistani a Lahore. Le autorità pakistane hanno dichiarato che diversi droni indiani sarebbero entrati nello spazio aereo pakistano e 12 di questi sarebbero stati abbattuti. Secondo il Pakistan, questi droni sarebbero stati inviati in nove diverse località, tra cui le città di Karachi e Lahore, e uno dei droni ha colpito una struttura militare pakistana vicino a Lahore. L'esercito pakistano ha poi affermato di aver abbattuto 25 Harop di fabbricazione israeliana in sosta sul lato pakistano del confine; una fonte governativa indiana ha confermato che almeno uno di questi sarebbe stato abbattuto. Un drone è inoltre atterrato vicino al complesso dello stadio di cricket di Rawalpindi prima dell'inizio di una partita della Pakistan Super League, inducendo il Pakistan Cricket Board a rinviare la partita.
Più tardi, lo stesso giorno, l'India ha dichiarato che il Pakistan avrebbe lanciato attacchi aerei diretti nel distretto di Jammu e nelle sue vicinanze, compresi l'aeroporto e l'università. Tutti gli otto missili pakistani sarebbero stati intercettati dal sistema missilistico S-400. Secondo quanto riferito, esplosioni multiple sono state udite a Jammu insieme a un'esplosione a Jaisalmer, dove sono stati segnalati anche droni e caccia. L'India ha in seguito affermato che questi attacchi avrebbero coinvolto 300-400 droni Asisguard Songar turchi che hanno preso di mira 36 siti, comprese infrastrutture civili e militari. L'India ha anche riferito di aver sparato oltre confine con artiglieria di grosso calibro lungo la Linea di controllo.
Reports ha definito questo conflitto come la "prima guerra dei droni" tra "vicini armati di armi nucleari" dell'Asia meridionale; il dispiegamento di droni indo-israeliani è stato particolarmente degno di nota.

### 9 maggio
Il 9 maggio i media pakistani hanno riferito che l'India avrebbe attaccato un gurdwara sikh, il Gurdwara Janam Asthan a Nankana Sahib, notizia smentita dall'India. Il ministro degli esteri indiano, Vikram Misri, ha affrontato le accuse durante il briefing con i media del 9 maggio. L'esercito pakistano ha inoltre dichiarato che avrebbe neutralizzato 77 droni indiani dal 6 maggio.
Gli scambi di fuoco erano cessati nella prima mattinata. Tuttavia, gli scontri sono ripresi dopo “13 ore di relativa calma”. Si sono verificati scambi di artiglieria in Kashmir, tra cui a Kupwara, Poonch, Uri e Samba lungo la Linea di controllo. Il Pakistan avrebbe preso di mira 26 località lungo la Linea e il confine internazionale, da Baramulla nel nord a Bhuj nel sud, con droni anche armati.
Durante un briefing con la stampa, il Pakistan ha nuovamente negato di aver condotto missili e droni su installazioni militari indiane e ha proposto un'indagine neutrale da parte di terzi, che secondo il Pakistan sarebbe stata ignorata dall'India. Il Pakistan ha inoltre accusato l'India di aver colpito il proprio territorio con missili balistici ad Adampur e Amritsar, affermando che l'India avrebbe preso di mira la popolazione sikh in una presunta operazione false flag volta a generare sostegno interno. L'India ha negato le affermazioni pakistane, definendole un tentativo da parte del Pakistan di nascondere la propria aggressione. L'India ha anche affermato che un attacco pakistano a un gurdwara a Poonch avrebbe portato alla morte di un leader religioso e di altri abitanti della comunità sikh.

### 10 maggio
Il 10 maggio il conflitto si è inasprito. L'India ha accusato il Pakistan di aver lanciato attacchi missilistici contro le basi aeree del Punjab nelle prime ore. Il più grave di questi attacchi sarebbe stato un missile a lungo raggio Fatah-II intercettato nei pressi della stazione dell'aeronautica di Sirsa poco dopo la mezzanotte. Si è ipotizzato che potesse essere diretto a Delhi.
L'India ha dichiarato di aver lanciato attacchi di rappresaglia contro le basi aeree pakistane. Si sarebbe trattato di attacchi di precisione su obiettivi militari identificati. Alle 3:30 del mattino, il Pakistan ha ammesso di aver attaccato le basi aeree (Nur Khan, Rafiqi e Murid), apparentemente tramite missili aria-superficie lanciati da caccia. Il Pakistan ha affermato che la “maggior parte” dei missili sarebbe stata intercettata. La base aerea di Nur Khan, a Rawalpindi, è stata colpita e l'esplosione e le fiamme che ne sono derivate hanno provocato un'esplosione e le fiamme hanno causato il panico di massa nell'area densamente popolata. I media statali pakistani hanno riferito che l'aeroporto internazionale Shaikh Zayed di Rahim Yar Khan sarebbe stato danneggiato da un attacco aereo indiano.
Poco dopo gli attacchi missilistici indiani, il Pakistan ha lanciato un'operazione di rappresaglia, denominata in codice Operazione Bunyan-un-Marsoos. Ha affermato che avrebbe colpito 26 obiettivi militari, tra cui 15 basi aeree, causando gravi danni. Ha inoltre affermato che le strutture di stoccaggio dei BrahMos a Beas e a Nagrota sarebbero state distrutte e che due sistemi S-400 ad Adampur e Bhuj sarebbero stati neutralizzati dall'aeronautica pakistana. L'India ha negato danni alle sue basi aeree, tra cui quella di Sirsa e quella di Suratgarh, e ha respinto le affermazioni relative alla distruzione dei suoi sistemi S-400 e BrahMos, definendole un “malizioso errore di valutazione”. L'India ha pubblicato immagini con data e ora dei presunti obiettivi come prova e ha riferito di danni minori alle sue basi aeree di Udhampur, Pathankot, Adampur e Bhuj. L'entità dei danni alle basi aeree indiane è stata confermata da immagini commerciali ottenute dal New York Times.
Il Pakistan ha dichiarato che sarebbero stati presi di mira siti logistici e di supporto militare come un deposito di Uri e la stazione radar di Poonch, e che sarebbero stati distrutti quartieri generali di comando come la 10ª Brigata e la 80ª Brigata a KG Top e Nowshera, nonché strutture di addestramento e di intelligence a Rajouri e Nowshera. Il Pakistan ha inoltre affermato che gli elementi militari indiani lungo la Linea di controllo, compresi i quartieri generali, le basi logistiche e le postazioni di artiglieria, sarebbero stati pesantemente danneggiati. Il Pakistan ha anche affermato che i suoi droni avrebbero sorvolato le principali città indiane e i siti politici e militari sensibili, tra cui Nuova Delhi. Inoltre, il Pakistan ha riferito di una presunta impennata del terrorismo nel Khyber Pakhtunkhwa e nel Belucistan, che sostiene essere sponsorizzato dall'India.
L'Esercito indiano ha diffuso le immagini di quelli che, a suo dire, sarebbero i detriti di una munizione circuitante Baykar YIHA III distrutta dalle unità di difesa aerea, e che i droni avrebbero preso di mira aree abitate da civili ad Amritsar intorno alle 5 di notte. L'India ha affermato di aver effettuato attacchi aerei di precisione contro le basi dell'aeronautica pakistana di Rafiqui, Murid, Chaklala e dell'aeroporto di Rahim Yar Khan, in rappresaglia agli attacchi dei droni lungo il settore occidentale. Gli attacchi avrebbero preso di mira anche siti militari a Sukkur e Chunia, un'installazione radar a Pasrur, un'altra base militare a Sukkur e un'altra ancora a Chunia. L'India ha inoltre dichiarato che avrebbe danneggiato gravemente le basi aeree di Skardu, Sargodha, Jacobabad e Bholari, in Pakistan.

### Cessate il fuoco
Il cessate il fuoco è iniziato alle 17:00 (IST), ovvero le 16:30 (PKT).